# پریساک، کبک
پریساک (به فرانسوی: Preissac) شهری در منطقه شهری ابیتیبی ناحیه ابیتیبی-تمیسکامانگ در استان کبک کانادا است. در سرشماری سال ۲۰۱۱ این شهر ۷۱۷ نفر جمعیت داشته‌است و مساحت آن ۴۸۹٫۵ کیلومتر مربع است.